# Предео изузетних одлика Културни предео Тршић —Троноша
Предео изузетних одлика Културни предео Тршић —Троноша се налази у западној Србији, простире се у југозападном делу територије Града Лознице, у насељима Коренита и Тршић.

## Историјат
Предео изузетних одлика Културни предео Тршић —Троноша је, уредбом Владе Републике Србије, 2019. године стављен под заштиту непокретних културних добара и природних вредности. За управљача је именован Центар за културу „Вук Караџић” Лозница, површине 1802,57 хектара.

## Категорија заштићеног подручја
Према Правилнику о критеријумима вредновања и поступку категоризације заштићених подручја припада првој категорији „Заштићено подручје међународног, националног и изузетног значаја” због подручја препознатљивог изгледа са значајним природним, биолошко–еколошким, естетским и културно–историјским вредностима које су се током времена развијале као резултат интеракције природе и традиционалног начина живота локалног становништва. На овом подручју су утврђени и режими заштите другог и трећег степена.

## Простор
Међу створеним вредностима се издвајају Спомен-кућа Вука Стефановића Караџића, објекти који су посвећени српском језику и писму и манифестацијама Вуков сабор и Ђачки Вуков сабор које се сваке године одржавају у част реформатора српског језика и манастир Троноша са његовом околином.

## Биљни и животињски свет
Међу природним вредностима се издвајају шумске површине претворене у воћњаке, оранице и ливаде и велики број аутохтоних сорти воћа које представљају национално наслеђе – трешње (ђурђевке, бјелице и рушкиње), крушке (такише, караманке, лубеничарке, пшеничарке и дивљаке), јабуке (петроваче, колачарке и дивљаке), оскоруше, мушмуле и ораси.
Међу представницима водоземаца и гмизаваца најбројнији су представници из фамилије жаба и гуштера, а садрже и знатан број представника фауне птица – мишар, шумска сова, средњи детлић, велики детлић, голуб гривнаш, црвендаћ, обичан славуј, кос, дрозд певач и друге. На подручју су заступљене и поједине строго заштићене врсте птица од међународног значаја као што су средњи детлић, руси сврачак и виноградарска стрнадица.